# Гудаурская полёвка
Гудаурская полёвка, или Кавказская снеговая полёвка — грызун рода снеговых полёвок.
Размеры тела 126—150 мм, хвоста 75-80 мм. Относительная длина хвоста 57-63 %. Окраска верхней части тела пепельно-серая или буровато-серая. Нижняя часть тела светлая. Хвост двухцветный, реже одноцветный.
Обитает на каменных и скальных выходах альпийского и субальпийского поясов Главного Кавказского хребта на высоте 500-3000 м, а также на нескольких изолированных участках в районе Пятигорья, долине Терека, Закавказье и северо-востоке Турции. Активна в сумерках, а весной и осенью также и днем. Питается надземными частями растений и мхами. На зиму готовит запасы в виде стожков. В год обычно 4 помета.